# Woody Herman
Woodrow Charles "Woody" Herman, född 16 maj 1913 i Milwaukee, Wisconsin, död 29 oktober 1987 i Los Angeles, Kalifornien, var en amerikansk jazzmusiker, klarinettist och saxofonist, sångare och orkesterledare.

## Filmografi (i urval)
- 1948 - Woody Herman and His Orchestra